# Nicolaus von Luckner

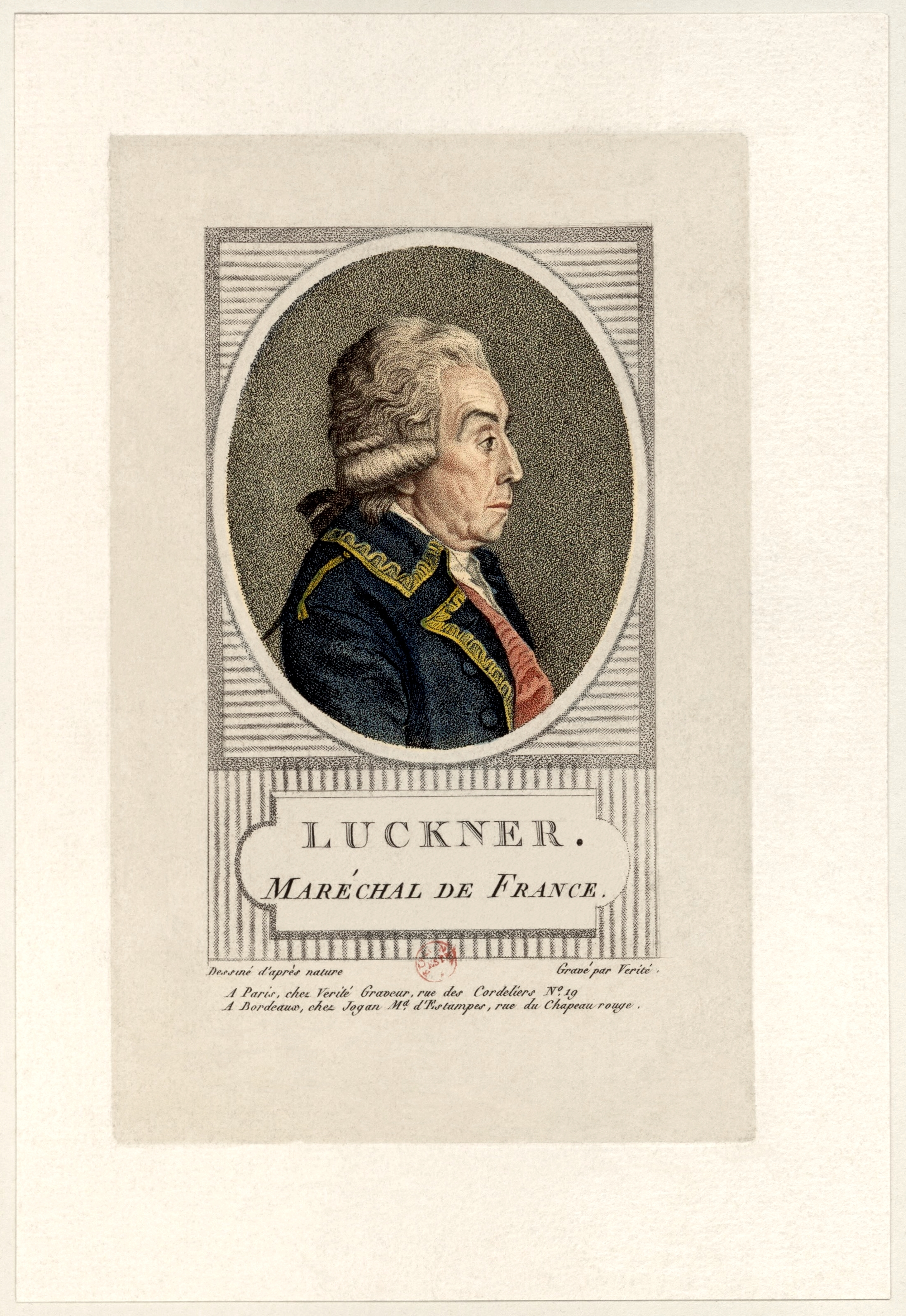
Luckner, 1792

Nikolaus von Luckner (Nicolas Luckner på franska), greve, född 12 januari 1722, död 4 januari 1794 i Paris), var en tysk militär i franska armén, marskalk av Frankrike 1791.
Luckner föddes i Cham i Bayern och utbildades av jesuiter i Passau. Han var en yrkessoldat som tjänstgjorde i flera arméer innan han 1763 gick i fransk tjänst. Utnämnd till dansk greve 1784. Han stödde franska revolutionen och förde befäl över flera arméer, som Rhenarmén och Nordarmén. Till slut blev nationalkonventet missnöjd med honom. Han ställdes inför revolutionsdomstol och dömdes - som så många andra - till döden. Nikolaus Luckner giljotilerades några dagar innan han skulle fyllt 72 år.
Marseljäsen, den nuvarande franska nationalsången, skrevs ursprungligen till von Luckners ära, när han var befälhavare för Rhenarmén.

## Övrigt
Farfarsfar till Felix von Luckner.